# Seaujecaré
Seaujecaré (mais exatamente Seaujecaré I) foi um faraó egípcio da XIII dinastia durante o início do Segundo Período Intermediário. De acordo com os egiptólogos Kim Ryholt e Darrell Baker, ele foi o décimo primeiro governante da dinastia, reinando por um curto período de c. 1 781 a.C.. Alternativamente, Thomas Schneider, Detlef Franke e Jürgen von Beckerath o veem como o décimo rei da XIII dinastia, com Schneider colocando seu reinado em c. 1 737 a.C..

## Provas
Nenhum atestado contemporâneo de Seaujecaré sobreviveu até hoje e este faraó só é conhecido por nós graças ao cânone de Turim. Esta lista de reis foi redigida durante o início do período Raméssida de documentos mais antigos e serve como fonte primária para reis do Segundo Período Intermediário. O nome de Seaujecaré aparece na 7ª coluna, 13ª linha do papiro.

## Duração de reinado
O cânone de Turim normalmente dá a duração do reinado dos reis que ele lista; no entanto, a duração do reinado de Seaujecaré foi perdida em uma lacuna. Apenas o número de dias é parcialmente preservado e foi lido por Ryholt como onze a quatorze dias. O espaço aparentemente ocupado pela duração total do reinado, conforme registrado no cânone de Turim, levou Ryholt a propor uma duração mínima de reinado de meio mês. Dada a total ausência de atestado contemporâneo para Seaujecaré, parece provável que ele foi um governante efêmero.

## Identidade
Seaujecaré não deve ser confundido com dois outros faraós com o mesmo prenome e que reinaram mais tarde no Segundo Período Intermediário. Seaujecaré Hor II, também conhecido como Hor II, reinou no final da XIII dinastia, de c. 1 669 até 1 664 a.C.. O outro governante com o mesmo prenome é Seaujecaré III da XIV dinastia, que também é conhecido apenas graças ao cânone de Turim. Seaujecaré III reinou por um curto período, algum tempo entre c. 1 669 e 1 694 a.C..

## Titulatura
|                   |   |     |    |      |
| \| \| \| \| \| \| |   |     |    |      |
|                   |   |     |    |      |
| ra                | s | wAD | kA | HASH |

| ra | s | wAD | kA | HASH |

|                   |   |     |    |      |
| \| \| \| \| \| \| |   |     |    |      |
|                   |   |     |    |      |
| ra                | s | wAD | kA | HASH |

| ra | s | wAD | kA | HASH |

|                   |   |     |    |      |
| \| \| \| \| \| \| |   |     |    |      |
|                   |   |     |    |      |
| ra                | s | wAD | kA | HASH |

| ra | s | wAD | kA | HASH |

|                   |   |     |    |      |
| \| \| \| \| \| \| |   |     |    |      |
|                   |   |     |    |      |
| ra                | s | wAD | kA | HASH |

| ra | s | wAD | kA | HASH |